# Anelosimus exiguus
Anelosimus exiguus är en spindelart som beskrevs av Yoshida 1986. Anelosimus exiguus ingår i släktet Anelosimus och familjen klotspindlar. Inga underarter finns listade i Catalogue of Life.

## Bildgalleri

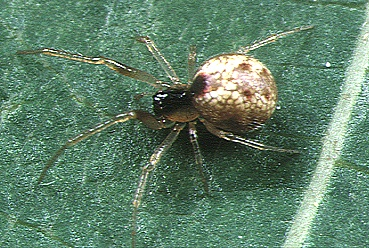
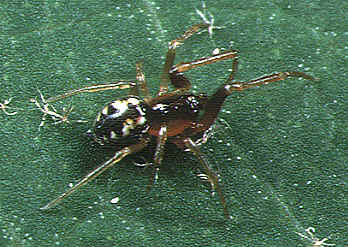